# Chiara Gazzoli
Chiara Gazzoli (Cernusco sul Naviglio, 21 agosto 1978) è un'ex calciatrice ed ex giocatrice di calcio a 5 italiana, di ruolo attaccante.
In carriera ha giocato inizialmente nel calcio a 11, vestendo le maglie del Milan e del Foroni, e Foroni Verona, società con la quale ha stabilito il record di reti segnate da una giocatrice nel campionato di Serie A nei tornei a girone unico con 54 reti in una sola stagione. Gazzoli ha conquistato quattro scudetti (Milan 1999, Foroni Verona 2003 e 2004, Fiammamonza 2006), tre Coppe Italia (Milan 1998, Foroni 2002, Torres 2005) e tre Supercoppe italiane (Milan 1999, Foroni Verona 2003, Fiammamonza 2006). Passata al calcio a 5 dopo un anno di inattività, gioca per cinque stagioni nel Kick Off C5 Femminile vincendo una Coppa Italia prima di interrompere definitivamente l'attività agonistica nel 2013.

## Carriera

### Calcio a 11

#### Club
Chiara Gazzoli si appassiona al calcio fin dalla giovane età decidendo di tesserarsi con il Martesana Parma femminile, società di Sant'Agata Martesana, frazione del comune di Cassina de' Pecchi, dove cresce e risiede. Gioca con la maglia gialloblu della squadra del paese di residenza per due stagioni, attirando l'attenzione degli osservatori del Milan che le propongono di giocare nelle proprie formazioni giovanili.
Gazzoli si trasferisce al Milan, dove dopo un anno nella squadra iscritta alla Serie D regionale grazie alle sue prestazioni inizia ad essere inserita in rosa con la prima squadra iscritta alla Serie A nel corso della stagione 1994-1995 e diventando titolare da quella 1996-1997. Rimane con la società rossonera fino al termine della stagione 2000-2001, conquistando il suo primo scudetti in carriera (1998-1999), l'ultimo della società prima della sua scomparsa, ai quali si aggiungono una Coppa Italia (1997-1998) e due Supercoppe italiane (1998, 1999)
Durante il calciomercato estivo 2001 trova un accordo con il Foroni, società emergente con sede a Verona che l'anno prima aveva perso lo scudetto ai calci di rigore nello spareggio con la Ruco Line Lazio. La squadra, dal 2002 iscritta come Foroni Verona, si rivela protagonista del campionato, con Gazzoli che contribuisce nelle tre stagioni successive alla conquista di tutti i trofei della società, due Scudetti, 2002-2003, 2003-2004, una Coppa Italia, 2001-2002 e due Supercoppe, 2002, 2003. Grazie ai risultati ottenuti con il Foroni Verona ha l'occasione di fare il suo debutto in un torneo internazionale per club, l'allora UEFA Women's Cup, nella stagione 2002-2003, seconda edizione assoluta del torneo, il 21 agosto 2003, nell'incontro inaugurale del gruppo 4 della fase a gironi, dove le veronesi si impongono per 10-0 sulle croate dello ŽNK Osijek. Nell'estate 2004, nonostante il successo in campionato, la società decide di comunicare la propria inattività alla federazione non iscrivendosi al campionato successivo, di conseguenza svincola tutte le sue tesserate.
Durante l'estate Gazzoli, con alcune delle sue compagne del Foroni Verona, trova un accordo con la Torres, assicurandosi ancora la presenza nel campionato italiano di vertice. Con le isolane di Sassari fa il suo esordio nella Supercoppa 2004 superando il Milan con un netto 5-0, di cui sigla due delle reti con cui la Torres vince la sua seconda Supercoppa italiana. Durante il campionato conquista anche la Coppa Italia e condivide con le compagne l'accesso ai quarti di finale in UEFA Women's Cup, prima società italiana a raggiungere questo traguardo, nella stagione 2004-2005, eliminate dalle campionesse d'Inghilterra dell'Arsenal dopo aver ben sperato nel passaggio del turno per l'iniziale vittoria casalinga per 2-0.
Al termine della stagione decide di lasciare la Sardegna per fare ritorno in Lombardia, firmando un contratto con la FiammaMonza. Anche con la nuova società riesce a essere determinante, conquistando alla sua prima stagione con le monzesi scudetto 2005-2006, dove con 17 reti è anche la migliore realizzatrice della squadra, davanti alla compagna Venusia Paliotti (11), e la terza in campionato, e all'inizio di quella successiva la Supercoppa 2006, i primi per la FiammaMonza che portano a quattro quelli personali. La 2006-2007 è anche l'ultima stagione giocata da Gazzoli decidendo a fine campionato di terminare la carriera.

#### Nazionale
Gazzoli fa il suo esordio con la nazionale italiana in una competizione UEFA il 13 ottobre 1999, in occasione delle qualificazioni al campionato europeo di Germania 2001, nell'incontro dove le Azzurre superano per 1-0 le avversarie dell'Ucraina.

### Calcio a 5
Nel 2007, non riuscendo a conciliare l'attività agonistica ad alto livello con gli impegni lavorativi, decide di smettere con il calcio a 11 per dedicarsi, dopo un anno di inattività, al calcio a 5, venendo tesserata dalle milanesi del Kick Off per la stagione 2008-2009.
Gioca nel ruolo di pivot per cinque stagioni, contribuendo alla conquista della Coppa Italia femminile di categoria, primo e unico trofeo nella bacheca della società milanese, al termine della stagione 2011-2012 battendo ai tempi supplementari nella finale del 4 marzo 2012 le avversarie dell'Ibl Banca Preci; sua è la rete che decide l'incontro. Al termine della stagione 2012-2013 decide di interrompere definitivamente l'attività agonistica.

## Statistiche

### Cronologia presenze e reti in nazionale
| Cronologia completa delle presenze e delle reti in nazionale ― Italia | Cronologia completa delle presenze e delle reti in nazionale ― Italia | Cronologia completa delle presenze e delle reti in nazionale ― Italia | Cronologia completa delle presenze e delle reti in nazionale ― Italia | Cronologia completa delle presenze e delle reti in nazionale ― Italia | Cronologia completa delle presenze e delle reti in nazionale ― Italia | Cronologia completa delle presenze e delle reti in nazionale ― Italia | Cronologia completa delle presenze e delle reti in nazionale ― Italia |
| Data                                                                  | Città                                                                 | In casa                                                               | Risultato                                                             | Ospiti                                                                | Competizione                                                          | Reti                                                                  | Note                                                                  |
| --------------------------------------------------------------------- | --------------------------------------------------------------------- | --------------------------------------------------------------------- | --------------------------------------------------------------------- | --------------------------------------------------------------------- | --------------------------------------------------------------------- | --------------------------------------------------------------------- | --------------------------------------------------------------------- |
| 13-10-1999                                                            | Castelfranco di Sotto                                                 | Italia                                                                | 1 – 0                                                                 | Ucraina                                                               | Qual. Euro 2001                                                       | -                                                                     | 67’                                                                   |
| 11-11-1999                                                            | Isernia                                                               | Italia                                                                | 4 – 4                                                                 | Germania                                                              | Qual. Euro 2001                                                       | -                                                                     | 83’                                                                   |
| 23-2-2000                                                             | Torre Annunziata                                                      | Italia                                                                | 0 – 0                                                                 | Paesi Bassi                                                           | Amichevole                                                            | -                                                                     | 72’                                                                   |
| 8-9-2001                                                              | Reykjavík                                                             | Islanda                                                               | 2 – 1                                                                 | Italia                                                                | Qual. Mondiali 2003                                                   | -                                                                     | 61’                                                                   |
| 10-10-2001                                                            | Siena                                                                 | Italia                                                                | 1 – 3                                                                 | Russia                                                                | Qual. Mondiali 2003                                                   | -                                                                     |                                                                       |
| 13-2-2002                                                             | Ostia                                                                 | Italia                                                                | 2 – 0                                                                 | Paesi Bassi                                                           | Amichevole                                                            | -                                                                     | 46’                                                                   |
| 24-3-2002                                                             | Pozoblanco                                                            | Spagna                                                                | 0 – 1                                                                 | Italia                                                                | Qual. Mondiali 2003                                                   | -                                                                     | 67’                                                                   |
| 10-4-2002                                                             | Copenaghen                                                            | Danimarca                                                             | 4 – 0                                                                 | Italia                                                                | Amichevole                                                            | -                                                                     | 46’                                                                   |
| 22-5-2002                                                             | Seljatino                                                             | Russia                                                                | 2 – 1                                                                 | Italia                                                                | Qual. Mondiali 2003                                                   | -                                                                     |                                                                       |
| 8-6-2002                                                              | Arzachena                                                             | Italia                                                                | 0 – 0                                                                 | Islanda                                                               | Qual. Mondiali 2003                                                   | -                                                                     | 52’                                                                   |
| 13-6-2002                                                             | Požarevac                                                             | Jugoslavia                                                            | 0 – 6                                                                 | Italia                                                                | Amichevole                                                            | -                                                                     | 69’                                                                   |
| 2-10-2002                                                             | Cary                                                                  | Russia                                                                | 2 – 1                                                                 | Italia                                                                | Coppa USA                                                             | -                                                                     | 71’                                                                   |
| 6-10-2002                                                             | Cary                                                                  | Stati Uniti                                                           | 4 – 0                                                                 | Italia                                                                | Coppa USA                                                             | -                                                                     | 68’                                                                   |
| 9-10-2002                                                             | Cary                                                                  | Italia                                                                | 1 – 0                                                                 | Australia                                                             | Coppa USA                                                             | -                                                                     | 69’                                                                   |
| 13-11-2002                                                            | Lovanio                                                               | Belgio                                                                | 1 – 5                                                                 | Italia                                                                | Amichevole                                                            | -                                                                     |                                                                       |
| 22-1-2003                                                             | Roma                                                                  | Italia                                                                | 4 – 0                                                                 | Scozia                                                                | Amichevole                                                            | 1                                                                     | 60’                                                                   |
| 25-2-2003                                                             | Viareggio                                                             | Italia                                                                | 1 – 0                                                                 | Inghilterra                                                           | Amichevole                                                            | -                                                                     |                                                                       |
| 30-3-2003                                                             | Trento                                                                | Italia                                                                | 8 – 0                                                                 | Serbia e Montenegro                                                   | Qual. Euro 2005                                                       | 1                                                                     | 57’                                                                   |
| 16-4-2003                                                             | Hoofddorp                                                             | Paesi Bassi                                                           | 0 – 5                                                                 | Italia                                                                | Amichevole                                                            | 1                                                                     |                                                                       |
| 17-5-2003                                                             | Stoccolma                                                             | Svezia                                                                | 5 – 0                                                                 | Italia                                                                | Qual. Euro 2005                                                       | -                                                                     |                                                                       |
| 19-7-2003                                                             | Vaasa                                                                 | Finlandia                                                             | 1 – 1                                                                 | Italia                                                                | Qual. Euro 2005                                                       | -                                                                     | 90+3’                                                                 |
| 9-9-2003                                                              | Livingston                                                            | Scozia                                                                | 0 – 4                                                                 | Italia                                                                | Amichevole                                                            | -                                                                     | 56’                                                                   |
| 27-9-2003                                                             | Frauenfeld                                                            | Svizzera                                                              | 0 – 1                                                                 | Italia                                                                | Qual. Euro 2005                                                       | -                                                                     | 57’                                                                   |
| 22-10-2003                                                            | Kansas City                                                           | Stati Uniti                                                           | 2 – 2                                                                 | Italia                                                                | Amichevole                                                            | -                                                                     | 84’                                                                   |
| 21-1-2004                                                             | Atene                                                                 | Grecia                                                                | 0 – 3                                                                 | Italia                                                                | Amichevole                                                            | 1                                                                     | 87’                                                                   |
| 17-2-2004                                                             | Viareggio                                                             | Italia                                                                | 2 – 1                                                                 | Paesi Bassi                                                           | Amichevole                                                            | -                                                                     |                                                                       |
| 14-3-2004                                                             | Guia                                                                  | Italia                                                                | 1 – 0                                                                 | Cina                                                                  | Algarve Cup 2004                                                      | -                                                                     | 67’                                                                   |
| 16-3-2004                                                             | Olhão                                                                 | Norvegia                                                              | 3 – 0                                                                 | Italia                                                                | Algarve Cup 2004                                                      | -                                                                     |                                                                       |
| 18-3-2004                                                             | Lagos                                                                 | Italia                                                                | 2 – 1                                                                 | Finlandia                                                             | Algarve Cup 2004                                                      | -                                                                     |                                                                       |
| 20-3-2004                                                             | Faro                                                                  | Francia                                                               | 3 – 3 dts (7 - 6 dtr)                                                 | Italia                                                                | Algarve Cup 2004 - Finale 3º posto                                    | 1                                                                     |                                                                       |
| 31-3-2004                                                             | Bolzano                                                               | Italia                                                                | 0 – 1                                                                 | Germania                                                              | Amichevole                                                            | -                                                                     |                                                                       |
| 24-4-2004                                                             | Andria                                                                | Italia                                                                | 1 – 1                                                                 | Finlandia                                                             | Qual. Euro 2005                                                       | -                                                                     |                                                                       |
| 22-5-2004                                                             | Trapani                                                               | Italia                                                                | 0 – 0                                                                 | Svizzera                                                              | Qual. Euro 2005                                                       | -                                                                     | 70’                                                                   |
| 26-6-2004                                                             | Benevento                                                             | Italia                                                                | 2 – 1                                                                 | Svezia                                                                | Qual. Euro 2005                                                       | 1                                                                     | 90’                                                                   |
| 13-4-2005                                                             | Genova                                                                | Italia                                                                | 1 – 0                                                                 | Danimarca                                                             | Amichevole                                                            | -                                                                     |                                                                       |
| 27-4-2005                                                             | Fiuggi                                                                | Italia                                                                | 0 – 0                                                                 | Finlandia                                                             | Amichevole                                                            | -                                                                     | 64’                                                                   |
| 18-5-2005                                                             | Venezia                                                               | Italia                                                                | 2 – 0                                                                 | Irlanda                                                               | Amichevole                                                            | 1                                                                     | 46’                                                                   |
| 6-6-2005                                                              | Preston                                                               | Francia                                                               | 3 – 1                                                                 | Italia                                                                | Euro 2005 - Fase a gironi                                             | -                                                                     | 46’                                                                   |
| 24-9-2005                                                             | Monza                                                                 | Italia                                                                | 3 – 1                                                                 | Ucraina                                                               | Qual. Mondiali 2007                                                   | -                                                                     | 71’                                                                   |
| 29-10-2005                                                            | Bergen                                                                | Norvegia                                                              | 1 – 0                                                                 | Italia                                                                | Qual. Mondiali 2007                                                   | -                                                                     | 79’                                                                   |
| 2-11-2005                                                             | Sesto al Reghena                                                      | Italia                                                                | 6 – 0                                                                 | Serbia e Montenegro                                                   | Qual. Mondiali 2007                                                   | -                                                                     | 46’                                                                   |
| 8-3-2006                                                              | Isernia                                                               | Italia                                                                | 4 – 0                                                                 | Scozia                                                                | Amichevole                                                            | -                                                                     | 46’                                                                   |
| 12-3-2006                                                             | Venafro                                                               | Italia                                                                | 1 – 0                                                                 | Giappone                                                              | Amichevole                                                            | 1                                                                     |                                                                       |
| 29-3-2006                                                             | Aversa                                                                | Italia                                                                | 2 – 0                                                                 | Grecia                                                                | Amichevole                                                            | -                                                                     | 49’                                                                   |
| Totale                                                                |                                                                       | Presenze                                                              | 44                                                                    |                                                                       | Reti                                                                  | 8                                                                     |                                                                       |

## Palmarès

### Calcio a 11

#### Club
- Campionato italiano: 4

Milan: 1998-1999
Foroni Verona: 2002-2003, 2003-2004
Fiammamonza:  2005-2006
- Coppa Italia: 3

Milan: 1997-1998
Foroni: 2001-2002
Torres: 2004-2005
- Supercoppa italiana: 5

Milan: 1998, 1999
Foroni Verona: 2002
Torres: 2004
Fiammamonza: 2006

#### Individuale
- Capocannoniere della Serie A: 1

2002-2003 (54 reti)

### Calcio a 5
- Coppa Italia femminile: 1

Kick Off: 2011-2012

### Annotazioni
1. ↑  Non deve ingannare il Parma presente nella denominazione societaria, dovuta a un gemellaggio con l'allora Parma A.C. e non ad una collocazione territoriale.
2. ↑  Il Campionato Primavera femminile verrà istituito solo dalla stagione 1999-2000.
3. ↑  L'intervista contiene alcune imprecisioni sul palmarès della biografata, confutate dalla documentazione ufficiale: le citate tre Supercoppe italiane citate con il Milan sono in realtà due.

### Fonti
1. 1 2   La bomber dei record: Chiara Gazzoli, su lfootball.it, 21 marzo 2013. URL consultato il 1º maggio 2017 (archiviato dall'url originale il 3 settembre 2014).
2. 1 2 3 4 5   Kick Off C5 Femminile: Intervista a Chiara Gazzoli [collegamento interrotto], su ilcalcioa5.com, 3 giugno 2008. URL consultato il 1º maggio 2017.
3. 1 2  (EN) Chiara Gazzoli, su UEFA.com. URL consultato il 1º maggio 2017.
4. ↑   I bomber: Merete Pedersen chiude al quarto posto, su La Nuova Sardegna, 23 maggio 2006. URL consultato il 6 agosto 2018 (archiviato dall'url originale il 6 agosto 2018).
5. ↑   "Professione gol": alla scoperta di Chiara Gazzoli, eroina del Kick Off in Coppa Italia, su divisionecalcioa5.it, 7 marzo 2012. URL consultato il 1º maggio 2017 (archiviato dall'url originale il 5 marzo 2016).
6. ↑   Final Eight femminile, il Kick Off batte ai supplementari il Preci: la Coppa Italia è sua, su divisionecalcioa5.it, 4 marzo 2012. URL consultato il 1º maggio 2017 (archiviato dall'url originale il 5 marzo 2016).
7. ↑   Le nazionali del Kick Off: un viaggio tra Italia, Brasile e Portogallo [collegamento interrotto], su kickoffc5.it. URL consultato il 1º maggio 2017.